# Lossom (canton)
Cet article concerne le canton ivoirien le peuple ivoirien. Pour les autres significations, voir Lossom.
 (novembre 2017).
Si vous disposez d'ouvrages ou d'articles de référence ou si vous connaissez des sites web de qualité traitant du thème abordé ici, merci de compléter l'article en donnant les références utiles à sa vérifiabilité et en les liant à la section « Notes et références ».
Lossom est un canton ivoirien situé dans la sous-préfecture de Dignago.
Il regroupe les villages de Lebre et Dignago. 